# Lawina błotna w Sierra Leone
Lawiny błotne w Sierra Leone – kilka lawin błotnych, które zeszły 14 sierpnia 2017 roku w stolicy Sierra Leone, Freetown, oraz w innych miejscach na zachodzie kraju. Przyczyną katastrofy były trwające od 12 sierpnia ulewne deszcze, które nasiliły się rankiem 14 sierpnia.

## Ofiary
Najbardziej ucierpiało miasto Regent, należące do obszaru metropolitalnego Freetown, gdzie osunęło się wzgórze. Ostateczny bilans ofiar śmiertelnych to 1141 osób (w tym 105 dzieci). Osoby zaginione zostały uznane za zmarłe. Ponad 300 budynków zostało zniszczonych.

## Następstwa
Prezydent Sierra Leone, Ernest Bai Koroma, ogłosił stan wyjątkowy i zaapelował o pomoc. W akcję ratowniczą zaangażowało się wojsko, Czerwony Krzyż, a także chińska firma budowlana, która użyczyła ciężkiego sprzętu do robót ziemnych. Wsparcie zaoferowała Unia Afrykańska oraz Izrael. Światowy Program Żywnościowy przeznaczył dla potrzebujących dwutygodniowe racje ryżu, roślin strączkowych oleju jadalnego dla 7500 osób. 16 sierpnia rozpoczęła się mająca trwać 7 dni żałoba narodowa.